# Jugozapadni pamanjunganski jezici
Jugozapadni pamanjunganski jezici,  jedna od glavnih skupina jezične porodice pamanjunganskih jezika iz Australije. Obuhvaća (52) jezika klasificiranih u više podskupina, to su:
a. Obalni Ngayarda jezici (6): kariyarra, kurrama, martuyhunira, ngarluma, nhuwala, yindjibarndi.
b. Dhalandji (2): dhalandji, pinigura.
c. Ngayarda jezici (iz unutrašnjosti) (7): dhargari, djiwarli, ngarla, nyamal, panytyima, tjurruru, wariyangga.
d. Kanyara (2): bayungu, burduna.
e. Malgana (1): malgana.
f. Mangala (1): mangala.
g. Marngu (2): karadjeri, nyangumarta.
h. Mirning (2): kalarko, ngadjunmaya.
i. Ngarga (2): warlmanpa, warlpiri.
j. Ngumbin (5): gurinji, jaru, mudbura, ngarinman, walmajarri.
k. Nijadali (1): nijadali.
l. Nyungar (1): nyunga.
m. Wadjari jezici (2): badimaya, wajarri.
n. Wati (11): antakarinya, kokata, kukatja, martu wangka, ngaanyatjarra, pini, pintiini, pintupi-luritja, pitjantjatjara, wanman, yankunytjatjara.
o. Wirangu (1): wirangu.
p. Yinggarda (1): yinggarda.
q. Yura (5): adynyamathanha, banggarla, guyani, narungga, nugunu.

## Vanjske poveznice
- Ethnologue (14th)
- Ethnologue (15th)